# 貝德福德大道車站
貝德福德大道車站（英語：Bedford Avenue station）是美國紐約地鐵BMT卡納西線的地鐵站，位於布魯克林威廉斯堡貝德福德大道及北七街交界，設有L線（任何時候停站）列車服務。此站在2015年有9,388,289人次使用，是布魯克林下城以外最繁忙的車站，也是布魯克林內只有一條路線服務的車站當中最繁忙的。

## 車站結構
| G        | 街道層   | 出入口                                                                               |
| M        | 夾層     | 閘機、車站詢問處 Elevator on northeast corner of Bedford Avenue and North 7th Street |
| P 月台層 | 西行     | ← 往第八大道 (第一大道)                                                              |
| P 月台層 | 島式月台 |                                                                                      |
| P 月台層 | 東行     | → 往卡納西-洛克威公園道 (羅里默街) →                                                 |

貝德福德大道車站設有一個島式月台和兩條軌道。

## 外部連結
- nycsubway.org—BMT Canarsie Line: Bedford Avenue
- Station Reporter – L Train
- The Subway Nut - Bedford Avenue Pictures （页面存档备份，存于）
- Bedford Avenue entrance from Google Maps Street View
- Driggs Avenue entrance from Google Maps Street View
- Platform from Google Maps Street View